# Mallosia theresae
Mallosia theresae är en skalbaggsart som först beskrevs av Maurice Pic 1900.  Mallosia theresae ingår i släktet Mallosia och familjen långhorningar. Inga underarter finns listade i Catalogue of Life.